# كتاب التغيرات
كتاب التغيرات أو ايجنغ (بنظام ويد–جيلز:Yì Jīng) هو أحد أبرز وأهم خمسة كتب في التراث الفلسفي الصيني. كان يعتمده الصينيون في الأزمنة الغابرة في قراءة الطالع.وهو يعبر عن الفلسفة وعرض الكون للثقافة الصينية الكلاسيكية. وتتمثل فكرتها الأساسية في تفسير الخصائص والقوانين المتأصلة في التشغيل الطبيعي، وتفسير تناوب الين واليانغ لوصف كل شيء في العالم.
جاء القرن العشرين وهيأ العلامة الألماني ريتشارد ويلهيلم لينقله من الصينية إلى الألمانية، ثم نقلته المترجمة س. ف. باينز إلى الإنكليزية في النصف الأول من القرن الماضي.

## الترجمة إلى العربية
نُشرت ترجمة عربية بعنوان "كتاب التغييرات"